# 牧區學校
牧区学校是用来指称在常规教育之外还进行宗教教育的学校。另一个狭义的用法是指由堂区开办的基督教文法学校、小學或中学。

## 英国
在英国教育中，英国国教设立的牧区学校构成国家资助教育制度的基础，许多学校保持了教会从属关系，而实际上提供按照政府制定的标准进行的世俗教育。这些通常是小学，冠名为 C.E.（英国圣公会）学校或 C.E. (Aided) 学校，决定于它们是全部或部分由教会资助（后者更为常见）。 

### 英格兰
英格兰教育包括许多隶属于英国圣公会的学校，这决定了学校的气氛。这些构成英格兰6,955所基督教信仰学校的一大部分，其中天主教會也开办学校。此外还有36所犹太教学校、7所伊斯兰教学校和2所锡克教学校。圣公会学校的宗教教育受当地教区的监督。

### 苏格兰
苏格兰拥有自己的教育制度，与英格兰和威尔士不同。但不少學校由天主教會開辦。

## 美国
历史上，美国大部分非公立学校是天主教會学校，通常小学和当地堂区教堂在一起；不过近年来成立了许多非天主教會宗教学校，特别是新教教会，一直有许多非宗教私立学校。天主教堂区学校体系发展于19世纪上中叶，部分是为了回应美国公立学校中的反天主教會偏见。新成立的最近一次浪潮 Pceses 或（在私立学校的情况下）由修会。它有时附属于天主教會大学。

## 香港
香港教育包括不同的學校，不少學校由教會開辦，學校由政府津貼及教会资助，一些學校更由教會直資營運。